# Скленар, Брэндон
Брэндон Скленар (англ. Brandon Sklenar; род. 26 июня 1990, Довер, Нью-Джерси) — американский актёр, наиболее известный благодаря ролям в фильмах «Мидуэй», «Мэпплторп», «Власть» и «Всё закончится с нами» и роли Спенсера Даттона в сериале «1923».

## Биография
Скленар родился и вырос в северной части Нью-Джерси. Его родители — Брюс Фикинс и Франсин Скленар. Его мать — чехословацкого происхождения. Скленар покинул Нью-Джерси после окончания школы и переехал в Лос-Анджелес, занимался подработкой, пока в 20 лет не нашёл собственного менеджера.
Дебютировал в кино в 2011 году в фильме «Загнанный в угол». В следующем году снялся в телесериале «Правила свиданий от моего будущего Я». В 2014 году снялся в фильме «Шанс», комедийном сериале канала NBC «По правде говоря» в 2015 году, фильмах «Ханки Дори» и «Белла Донна», и телесериале «Влюбись в меня» в 2016 году, в главной роли в фильме ужасов «Храм» и в ситкоме канала Fox «Новенькая» в 2017 году.
В 2018 году получил роль Эдварда Мэпплторпа в биографической драме «Мэпплторп», посвящённой жизни нью-йоркского фотографа Роберта Мэпплторпа. Премьера фильма состоялась на кинофестивале Tribeca в 2018 году, где он занял второе место в секции «U.S. Narrative Competition». За роль Мэпплторпа Скленар получил высокие отзывы от многих СМИ, в том числе от Boy Culture, который похвалил его за «максимальное воздействие в психологически заряженных сценах с Мэттом Смитом». Затем последовала роль в биографической драме «Власть» 2018 года вместе с Эми Адамс, Стивом Кареллом, Кристианом Бэйлом и Сэмом Рокуэллом. Фильм посящён жизни политика Дика Чейни. Впоследствии Скленар снялся в фильме Амира Надери «Волшебный фонарь», и фильмах «Последняя комната» и «Стеклянная челюсть». В июне 2018 года Скленар также сыграл в независимой драме «Долина Индиго», основанном на одноименной короткометражке режиссера Жаклин Бетани. В том же году Скленар получил роль главного антагониста в фильме «Зов Лондона», криминальном триллере в стиле нуар, в котором переплетаются британский гангстерский жанр и вестерн, вместе с Роном Перлманом и Малкольмом Макдауэллом. За роль младшего Лоуфорда Скленар получил высокие оценки критиков. Ричард Ропер в рецензии для Chicago Sun Times пишет: «Брэндон Скленар фантастичен в роли монстра с лицом Джеймса Дина».
В 2019 году Скленар снялся в фильме Роланда Эммериха «Мидуэй» вместе с Вуди Харрельсоном, Люком Эвансом и Патриком Уилсоном. Скленар сыграл Джорджа Х. Гэя, единственного выжившего пилота из 30 экипажей VT-8 «Хорнета», которые участвовали в решающей битве за Мидуэй.
Затем он снялся в фильме Jonesin' — криминальной комедии о самогонщике, который по ошибке был похищен и оказывается в городе в самом центре разборок двух враждующих банд.
В начале 2020 года был приглашен на главную роль в независимый фильм Futra Days вместе с Таней Раймонд и Розанной Аркетт. Фильм рассказывает о путешествии человека в будущее и исследовании природы контроля. В 2022 году за эту роль он получил награду за лучшую мужскую роль на Венском фестивале независимого кино.
В 2022 году получил роль Спенсера Даттона в сериале «1923» от Paramount+.

## Фильмография
| Год  |   | Русское название      | Оригинальное название | Роль           |
| ---- | - | --------------------- | --------------------- | -------------- |
| 2015 | с | По правде говоря      | Truth Be Told         |                |
| 2018 | ф | Власть                | Vice                  | Бобби Прентанс |
| 2019 | ф | Мидуэй                | Midway                | Джордж Гей     |
| 2022 | с | Мир Дикого Запада     | Westworld             | Генри          |
| 2022 | с | 1923                  | 1923                  | Спенсер Даттон |
| 2024 | ф | Всё закончится с нами | It Ends With Us       | Атлас Корриган |
| 2025 | ф | Горничная             | The Housemaid         | Эндрю          |
| 2027 | ф | F.A.S.T.              | F.A.S.T.              |                |